# Novopokrovka (oblast de Dnipropetrovsk)
Novopokrovka (en ukrainien et en russe : Новопокровка) est une commune urbaine de l'oblast de Dnipropetrovsk, en Ukraine. Sa population s'élevait à 1 715 habitants en 2022.

## Géographie
Novopokrovka est arrosée par la Kamychevata Soura (en ukrainien : Камишевата Сура) et se trouve à 27 km au sud-ouest de Solone, à 54 km au sud-ouest de Dnipro et à 397 km au sud-est de Kiev.

## Histoire
Jusqu'en 1783, Novopokrovka avait des champs et des pâturages occupés par les Cosaques Zaporogues. En 1783, le major-général Alexander Chamchov reçut de l'impératrice Catherine II quatre mille hectares de terres dans l'actuel territoire de Novopokrovka et commença à y installer des familles de la région d'Orel. En 1848, une église fut construite et le village fut nommé Pokrovka. En 1886, la population s'élevait à 979 personnes. En 1946, le village devint un centre de raïon et on ajouta à son nom le préfixe « Novo ». En 1960, il accéda au statut de commune urbaine.

## Population
Recensements (*) ou estimations de la population :
| 1959* | 1970* | 1979* | 1989* | 2001* |
| ----- | ----- | ----- | ----- | ----- |
| 2 551 | 3 249 | 3 065 | 2 656 | 2 173 |

| 2009  | 2010  | 2011  | 2012  | 2013  |
| ----- | ----- | ----- | ----- | ----- |
| 2 016 | 2 001 | 1 972 | 1 950 | 1 933 |

| 2022  | - | - | - | - |
| ----- | - | - | - | - |
| 1 715 | - | - | - | - |